# Roperia poulsoni
Roperia poulsoni là một loài ốc biển, là động vật thân mềm chân bụng sống ở biển thuộc họ Muricidae, họ ốc gai.
Roperia poulsoni là loài duy nhất thuộc chi Roperia.
Ocenebra poulsoni là danh pháp cơ sở, nhưng loài này đã được xếp vào một chi khác do dải răng khác hẳn.